# كيم جاي-وو
كيم جاي-وو (هانغل: 김재우) هو لاعب كرة قدم كوري جنوبي في مركز الدفاع، ولد في 6 فبراير 1998 في كوريا الجنوبية. لعب مع SV Horn ‏.

## وصلات خارجية
- كيم جاي-وو على موقع دوري كوريا الجنوبية (الإنجليزية)
- كيم جاي-وو على موقع إي إس بي إن إف سي (الإنجليزية)
- كيم جاي-وو على موقع قاعدة بيانات كرة القدم.إي يو (الإنجليزية)
- كيم جاي-وو على موقع Soccerway.com (الإنجليزية)
- كيم جاي-وو على موقع عالم كرة القدم.نت (الإنجليزية)
- كيم جاي-وو على موقع أوليمبيديا (الإنجليزية)